# 布氏狼牙脂鯉
布氏狼牙脂鯉（学名：Acestrorhynchus britskii）為輻鰭魚綱脂鯉目脂鯉亞目狼牙脂鯉科的其中一個種，分布於南美洲巴西聖弗朗西斯科河流域，體長可達16.5公分，棲息在河川底中層水域，生活習性不明。